# Grenzschutzabteilung
Eine Grenzschutzabteilung (GSA) war eine Teileinheit beim deutschen Bundesgrenzschutz. Die Abteilungen waren etwa 600 Mann stark, entsprachen etwa einem Bataillon der Bundeswehr und waren in Hundertschaften untergliedert. Sie wurden im Rahmen einer Umorganisation des Bundesgrenzschutzes in den 1990er Jahren aufgelöst. Mehrere Grenzschutzabteilungen waren in einer Grenzschutzgruppe zusammengefasst. 
Es gab Grenzschutzabteilungen Ausbildung (GSA A), Grenzschutzabteilungen Ausbildung/Einsatz (GSA A/E), die Grenzschutzabteilung Bau (GSA B) in den 1950er Jahren bzw. ab 1975 die Grenzschutzabteilung Bonn mit der gleichen Abkürzung und die Technische Grenzschutzabteilung (GSA T).